# Mungo (vattendrag i Kamerun)
Mungo är ett vattendrag i Kamerun.   Det ligger i regionen Kustregionen, i den sydvästra delen av landet, 220 km väster om huvudstaden Yaoundé.